# Stauracanthus genistoides
Stauracanthus genistoides é uma espécie de planta com flor pertencente à família Fabaceae. 
A autoridade científica da espécie é (Brot.) Samp., tendo sido publicada em Ann. Acad. Polyt. Porto 7: 53. 1912.
Os seus nomes comuns são tojo-bonito, tojo-chamusco ou tojo-manso.

## Portugal
Trata-se de uma espécie presente no território português, nomeadamente em Portugal Continental.
Em termos de naturalidade é endémica da Península Ibérica.

## Protecção
Não se encontra protegida por legislação portuguesa ou da Comunidade Europeia.